# Веринг
Веринг је осамнаести округ града Беча.